# 小行星1984
小行星1984（1984 Fedynskij）是一颗绕太阳运转的小行星，为主小行星带小行星。该小行星于1926年10月10日发现。
該小行星以俄羅斯地球物理學家弗塞沃羅德·弗拉基米羅維奇·費丁斯基（Vsevolod Vladimirovich Fedynskii）命名。

## 轨道参数
小行星1984的轨道半长轴为3.0101728 UA，离心率为0.09。